# Лахорський метрополітен
Лахорський метрополітен (урду لاہور میٹرو) — переважно естакадна повністю автоматизована лінія метрополітену в пакистанському місті Лахор. Перший метрополітен в країні.

## Історія
Перші розмови з приводу будівництва метрополітену в місті почалися на початку 1990-х, але далі розробки проєкту діло не пішло. У 2005 році міністерство транспорту країни переглянуло проєкт за яким передбачалось побудувати близько 80 км ліній метро в чотири етапи, але у 2008 році будівництво знов відклали на майбутне. У 2013 році малазійська компанія запропонувала альтернативу у вигляді будівництва монорейки, але й цей проєкт так і залишився на папері.
Будівництво переважно естакадної лінії метро розпочалося у жовтні 2015 року невдовзі після підписання меморандуму з урядом КНР. Було схвалено будівництво першої Помаранчевої лінії метро за китайським проєктом з використанням потягів китайського виробництва. Вартість будівництва складала близько 1,6 млрд доларів США, дві третини з яких надав один з китайських банків. Перший з 27 потягів надійшов до міста у травні 2017 року, у березні наступного року почалася обкатка потягів.

## Лінія
Переважно естакадна лінія довжиною 27,1 км налічує 26 станцій, з яких лише дві підземні. Лінія побудована з північно сходу на південний захід через центр міста. Довжина платформ естакадних станцій 102 метра, підземні станції мілкого закладення мають довжину платформ від 121 до 161 метра. Всі станції побудовані з береговими платформами обладнаними платформними розсувними дверима. З двох станцій будуть організовані зручні пересадки на лінію швидкісного автобуса та головний залізничний вокзал.

### Рухомий склад
Лінію обслуговуватимуть 27 п'ятивагонних, повністю автоматизованих потягів виробництва компанії CRRC Zhuzhou Locomotive. Живлення потягів здійснюється від третьої рейки. Вартість 135 вагонів становить 1 млрд доларів США. До 2025 року заплановано збільшить кількість потягів вдвічі.